# Anne Schellekens
Anne Schellekens (Róterdam, 18 de abril de 1986) es una deportista neerlandesa que compitió en remo como timonel.
Participó en los Juegos Olímpicos de Londres 2012, obteniendo una medalla de bronce en la prueba de ocho con timonel. Ganó una medalla de bronce en el Campeonato Mundial de Remo de 2009 y una medalla de plata en el Campeonato Europeo de Remo de 2010.

## Palmarés internacional
| Juegos Olímpicos   | Juegos Olímpicos            | Juegos Olímpicos  | Juegos Olímpicos |
| Año                | Lugar                       | Medalla           | Prueba           |
| ------------------ | --------------------------- | ----------------- | ---------------- |
| 2012               | Londres (Reino Unido)       | Medalla de bronce | Ocho con timonel |
| Campeonato Mundial |                             |                   |                  |
| Año                | Lugar                       | Medalla           | Prueba           |
| 2009               | Poznań (Polonia)            | Medalla de bronce | Ocho con timonel |
| Campeonato Europeo |                             |                   |                  |
| Año                | Lugar                       | Medalla           | Prueba           |
| 2010               | Montemor-o-Velho (Portugal) | Medalla de plata  | Ocho con timonel |